# شخص في رحلة عمل من بورلوك

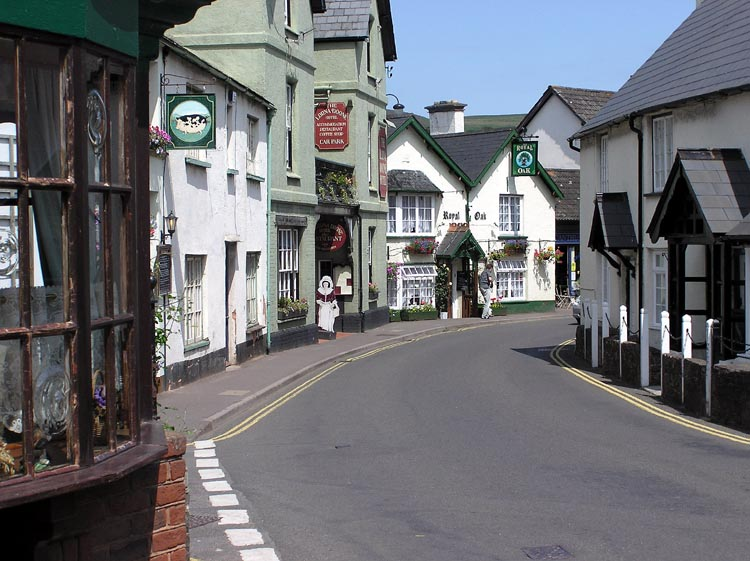
قرية بورلوك ، سومرست ، إنجلترا.

كان " الشخص الذي جاء في مهمة عمل من بورلوك " زائر غير مرغوب فيه لصامويل تايلر كولريدج اثناء تاليفه قصيده "كوبلا خان" في عام 1797. يزعم كولريدج انه استوحى القصيدة كاملة عندما كان في الحلم ( ربما بسبب ضباب بسبب الافيون)، ولكن قاطعه هذا الزائر القادم برحلة عمل من بورلوك اثناء كتابته للقصيدة. كوبلا خان، قصيدة طولها 54 سطرا فقط، ولم تكتمل ابدا. لذلك فان شخص من بورلوك، او رجل ن بورلوك، او بورلوك هي اشارات ادبية الى المتطفلين والاشخاص الغير مرغوب بهم ، الذين يعطلون الابداع الملهم.

## القصة
في عام ١٧٩٧، كان كولريدج يعيش في نيذر ستوي، وهي قرية تقع عند سفوح جبال كوانتوكس. ولكن، بسبب اعتلال صحته، "اعتزل في منزل مزرعة منعزلة بين بورلوك ولينتون، على حدود إيكسمور في سومرست وديفونشاير" ليس من الواضح ما إذا كان الانقطاع قد حدث في منزل القسيس كولبون أم في مزرعة آش. وقد وصف الحادثة في أول نشر له للقصيدة، كاتبًا عن نفسه بضمير الغائب:
On awakening he appeared to himself to have a distinct recollection of the whole, and taking his pen, ink, and paper, instantly and eagerly wrote down the lines that are here preserved. At this moment he was unfortunately called out by a person on business from Porlock, and detained by him above an hour, and on his return to his room, found, to his no small surprise and mortification, that though he still retained some vague and dim recollection of the general purport of the vision, yet, with the exception of some eight or ten scattered lines and images, all the rest had passed away like the images on the surface of a stream into which a stone has been cast, but, alas! without the after restoration of the latter!

## التكهنات
في كتاب كولريدج، الافيون وكوبلاخان، مطبعة جامعة شيكاغوعام 1953، اقتراحت اليزابيث شنايدر ان هذه المقدمة، بالاضافة الى نص شخص من بورلوك، كانت خيالية ومقصودة وليست وحي او الهام، و تعتبر كتفسير موثوق لحالة القصيدة المجزاة من طريقة نشرها.  وقد اقترحت الشاعرة ستيفي سميث هذا الرأي أيضًا في إحدى قصائدها، قائلة "الحقيقة هي أنني أعتقد أنه كان عالقًا بالفعل".